# Avinguda de Kutúzov
L'avinguda de Kutúzov (rus: Куту́зовский проспе́кт, Kutúzovski prospekt) és una de les avingudes radials majors de Moscou, a Rússia. El seu nom fa honor a Mikhaïl Il·lariónovitx Kutúzov, cap de l'exèrcit rus durant la invasió francesa de Rússia. L'avinguda continua a l'oest el carrer de Vozdvíjenka i el Nou Carrer d'Arbat des del Nou Pont d'Arbat sobre el riu Moskvà fins a l'encreuament amb la carretera de Rubliovo; a partir d'aquest punt, la carretera canvia el seu nom a carretera de Mojaiski.

## Edificis notables
Edificis notables:
- 2 - Hotel Ukraïna

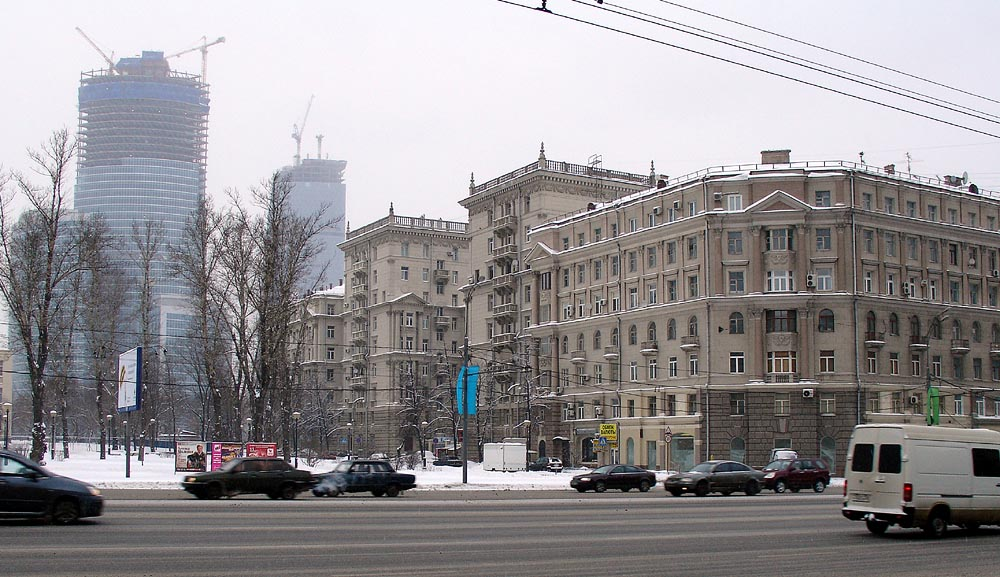
Avinguda de Kutúzov, 26. Edifici d'apartaments d'arquitectura estalinista, que fou la residència de Bréjnev, Súslov i Andrópov.

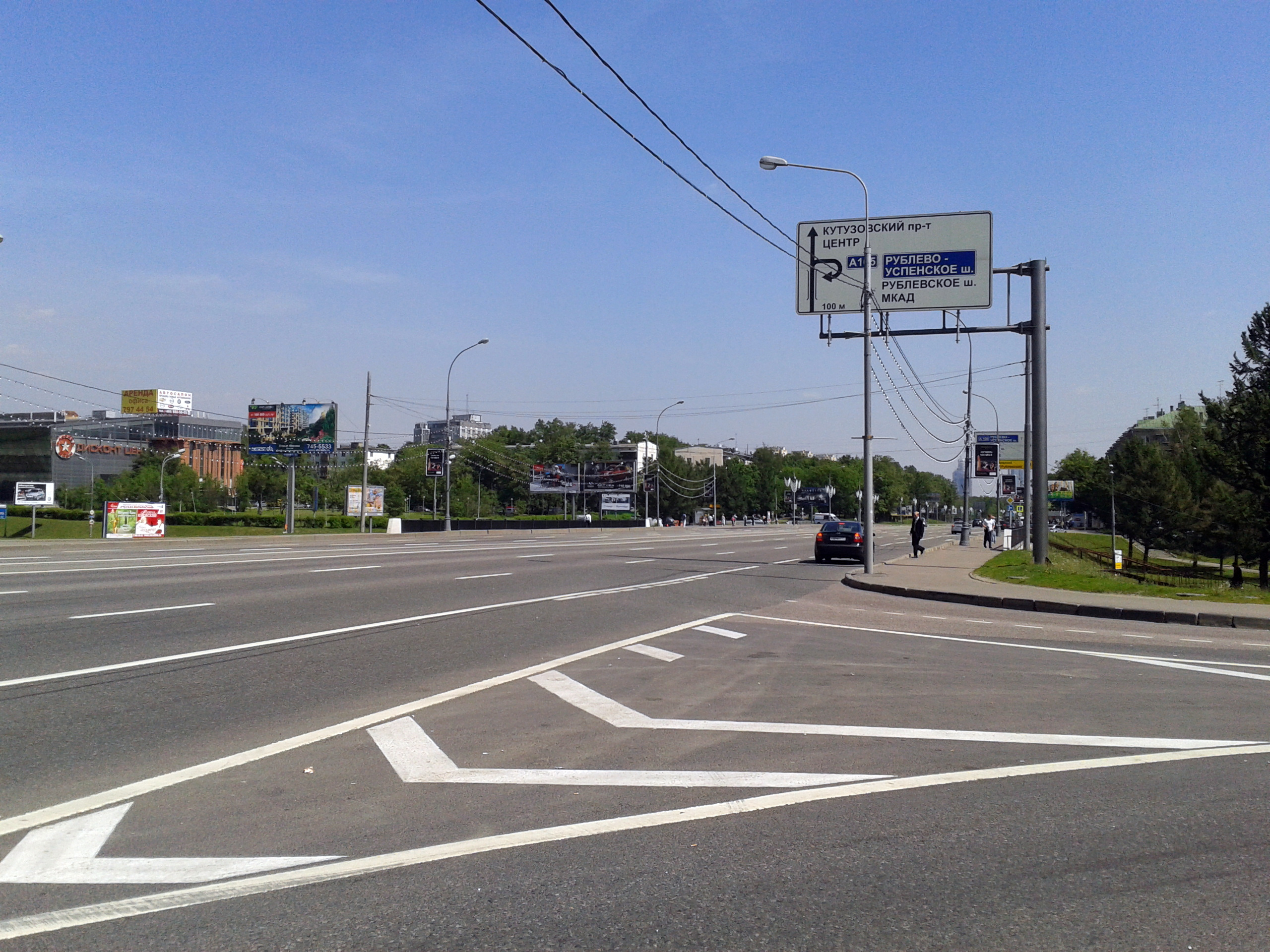
L'últim quilòmetre de l'avinguda de Kutúzov. Vista des de la carretera de Mojaiski.

- 26 - Edifici d'apartments on visqueren Leonid Bréjnev, Mikhaïl Súslov i Iuri Andrópov
- 38 - Museu Borodinó Panorama
- Arc de triomf de Moscou a Plósxad Pobedi
- Museu de la Gran Guerra Patriòtica i Park Pobedi (Парк Победы, parc de la Victoria) al lloc de l'antic turó Poklónnaia).